# Razzie Awards 1981
La  2ª edizione dei Razzie Awards si è svolta il 29 marzo 1982 a Los Angeles, per premiare i peggiori film dell'anno 1981. Le candidature erano state annunciate il giorno prima delle candidature ai Premi Oscar 1982.
Mammina cara è stato il film più premiato con cinque premi incluso quello di peggior film. Mammina cara è stato anche il film più nominato, con nove candidature, seguito da Tarzan, l'uomo scimmia e Amore senza fine con sei, e da La leggenda di Lone Ranger e I cancelli del cielo con cinque nomination.

## Vincitori e candidati
Verranno di seguito indicati in grassetto i vincitori.
Ove ricorrente e disponibile, viene indicato il titolo in lingua italiana e quello in lingua originale tra parentesi.

### Peggior film
- Mammina cara (Mommie Dearest), regia di Frank Perry
- Amore senza fine (Endless Love), regia di Franco Zeffirelli
- I cancelli del cielo (Heaven's Gate), regia di Michael Cimino
- La leggenda di Lone Ranger (The Legend of the Lone Ranger), regia di William A. Fraker
- Tarzan, l'uomo scimmia (Tarzan, the Ape Man), regia di John Derek

### Peggior attore
- Klinton Spilsbury - La leggenda di Lone Ranger (The Legend of the Lone Ranger)
- Gary Coleman - On the Right Track (On the Right Track)
- Bruce Dern - Tattoo: il segno della passione (Tattoo)
- Richard Harris - Tarzan, l'uomo scimmia (Tarzan, the Ape Man)
- Kris Kristofferson - I cancelli del cielo (Heaven's Gate), Il volto dei potenti (Rollover)

### Peggior attrice
- Bo Derek - Tarzan, l'uomo scimmia (Tarzan, the Ape Man)
- Faye Dunaway - Mammina cara (Mommie Dearest)
- Linda Blair - Hell Night (Hell Night)
- Brooke Shields - Amore senza fine (Endless Love)
- Barbra Streisand - Tutta una notte (All Night Long)

### Peggior attore non protagonista
- Steve Forrest - Mammina cara (Mommie Dearest)
- Billy Barty - Sotto l'arcobaleno (Under the Rainbow)
- Ernest Borgnine - Benedizione mortale (Deadly Blessing)
- James Coco - Solo quando rido (Only When I Laugh)
- Danny DeVito - Going Ape! (Going Ape!)

### Peggior attrice non protagonista
- Diana Scarwid - Mammina cara (Mommie Dearest)
- Rutanya Alda - Mammina cara (Mommie Dearest)
- Farrah Fawcett - La corsa più pazza d'America (The Cannonball Run)
- Mara Hobel - Mammina cara (Mommie Dearest)
- Shirley Knight - Amore senza fine (Endless Love)

### Peggior regista
- Michael Cimino - I cancelli del cielo (Heaven's Gate)
- John Derek - Tarzan, l'uomo scimmia (Tarzan, the Ape Man)
- Blake Edwards - S.O.B. (S.O.B.)
- Frank Perry - Mammina cara (Mommie Dearest)
- Franco Zeffirelli - Amore senza fine (Endless Love)

### Peggior sceneggiatura
- Frank Yablans, Frank Perry, Tracy Hotchner e Robert Getcheell - Mammina cara (Mommie Dearest)
- Judith Rascoe - Amore senza fine (Endless Love)
- Michael Cimino - I cancelli del cielo (Heaven's Gate)
- Blake Edwards - S.O.B. (S.O.B.)
- Tom Rowe e Gary Goddard - Tarzan, l'uomo scimmia (Tarzan, the Ape Man)

### Peggior esordiente
- Klinton Spilsbury - La leggenda di Lone Ranger (The Legend of the Lone Ranger)
- Gary Coleman - On the Right Track (On the Right Track)
- Martin Hewitt - Amore senza fine (Endless Love)
- Mara Hobel - Mammina cara (Mommie Dearest)
- Miles O'Keeffe - Tarzan, l'uomo scimmia (Tarzan, the Ape Man)

### Peggior canzone originale
- Baby Talk, musica di David Shire, testo di David Frishberg - Paternity (Paternity)
- Hearts, Not Diamonds, musica di Marvin Hamlisch, testo di Tim Rice - Un'ombra nel buio (The Fan)
- The Man in the Mask, musica di John Barry, testo di Dean Pitchford - La leggenda di Lone Ranger (The Legend of the Lone Ranger)
- Only When I Laugh, musica di David Shire, testo di Richard Maltby Jr. - Solo quando rido (Only When I Laugh)
- You're Crazy, But I Like You, musica e testo di Frank Musker e Dominic Bugatti - Crazy runners - Quei pazzi pazzi sulle autostrade (Honky Tonky Freeway)

### Peggior colonna sonora
- La leggenda di Lone Ranger (The Legend of the Lone Ranger), musiche di John Barry
- I cancelli del cielo (Heaven's Gate), musiche di David Mansfield
- Strade violente (Thief), musiche dei Tangerine Dream
- Sotto l'arcobaleno (Under the Rainbow), musiche di Joe Renzetti
- Zorro mezzo e mezzo (Zorro, The Gay Blade), musiche di Ian Fraser

## Statistiche vittorie/candidature
Premi vinti/candidature:
- 5/9 - Mammina cara (Mommie Dearest)
- 3/5 - La leggenda di Lone Ranger (The Legend of the Lone Ranger)
- 1/5 - I cancelli del cielo (Heaven's Gate)
- 1/6 - Tarzan, l'uomo scimmia (Tarzan, the Ape Man)
- 1/1 - Paternity (Paternity)
- 0/6 - Amore senza fine (Endless Love)
- 0/2 - On the Right Track (On the Right Track)
- 0/2 - Sotto l'arcobaleno (Under the Rainbow)
- 0/2 - Solo quando rido (Only When I Laugh)
- 0/2 - S.O.B. (S.O.B.)
- 0/1 - Tattoo: il segno della passione (Tattoo)
- 0/1 - Il volto dei potenti (Rollover)
- 0/1 - Hell Night (Hell Night)
- 0/1 - Tutta una notte (All Night Long)
- 0/1 - Benedizione mortale (Deadly Blessing)
- 0/1 - Going Ape! (Going Ape!)
- 0/1 - La corsa più pazza d'America (The Cannonball Run)
- 0/1 - Un'ombra nel buio (The Fan)
- 0/1 - Crazy runners - Quei pazzi pazzi sulle autostrade (Honky Tonky Freeway)
- 0/1 - Strade violente (Thief)
- 0/1 - Zorro mezzo e mezzo (Zorro, The Gay Blade)